# Amiota collini
Amiota collini är en tvåvingeart som beskrevs av Beuk och Maca 1995. Amiota collini ingår i släktet Amiota och familjen daggflugor. Inga underarter finns listade i Catalogue of Life.